# Der Pfau
Der Pfau é um filme de drama germano-belga lançado em 2023, dirigido por Lutz Heineking e escrito por Heineking, Sönke Andresen e Christoph Mathieu. Estrelado por Lavinia Wilson, Serkan Kaya, Tom Schilling, David Kross, Jürgen Vogel, Svenja Jung, Annette Frier e Domitila Barros, teve sua estreia no Cinedom em Colônia em 1 de março de 2023.

## Sinopse
Linda Bachmann é uma banqueira de investimentos que leva sua equipe para passar um fim de semana na Escócia, na propriedade rural de Lady e Lord McIntosh. Lá, eles pretendem participar de um seminário de construção de equipe juntos.
No entanto, as condições para isso são desfavoráveis depois que o balanço anual foi negativo, e os colegas se olham com desconfiança. Há também um defesa de que um oficial de compliance deve reestruturar a equipe.
As habilidades culinárias da cozinheira Helen pouco podem fazer para mudar o fato de que o conceito idiossincrático da líder do seminário, Rebecca, não ajuda exatamente a aliviar a situação, nem a propriedade um tanto degradada do McIntosh. O caos se instala após o pavão favorito do senhor e, logo depois, o ganso da senhora desaparecerem, e um súbito início de inverno se inicia.

## Elenco
- Lavinia Wilson - Linda Bachmann
- Serkan Kaya - Bernhard
- Tom Schilling - Andreas
- David Kross - David
- Jürgen Vogel - Jim
- Svenja Jung - Rebecca
- Annette Frier - Helen
- Philip Jackson - Lord McIntosh
- Victoria Carling - Lady McIntosh
- Domitila Barros - Indira Bakshi
- Linda Reitinger - Aileen
- Peter Trabner - Ryszard

## Produção
As filmagens ocorreram de 28 de fevereiro a 25 de março de 2022 na Bélgica, Alemanha e Reino Unido. Os locais de filmagem incluíram Huy na região da Valônia, nos estúdios MMC e as Terras Altas da Escócia. O filme foi produzido pela MMC Studios Cologne e pela eitelsonnenschein GmbH em coprodução com a Tobis Film e a belga Frakas Productions. A produção foi apoiada pelo Film- und Medienstiftung NRW, German Film Fund e Wallimage SA e Tax Shelter du Gouvernement Federal Belge da Bélgica.